# سغرتشوئية (قلعة أصغر)
سغرتشوئية (بالفارسية: سغرچوئیه) هي قرية تقع في إيران في ناحية لاله زار. يقدر عدد سكانها بـ 22 نسمة .